# Naufraga balearica
Naufraga balearica är en flockblommig växtart som beskrevs av Lincoln Constance och John Francis Michael Cannon. Naufraga balearica är enda arten i släktet Naufraga som tillhör familjen flockblommiga växter. Inga underarter finns listade i Catalogue of Life.